# Listrognathus sauteri
Listrognathus sauteri är en stekelart som beskrevs av Tohru Uchida 1932. Listrognathus sauteri ingår i släktet Listrognathus och familjen brokparasitsteklar. Inga underarter finns listade i Catalogue of Life.